# Pandanus yasawaensis
Pandanus yasawaensis är en enhjärtbladig växtart som beskrevs av Harold St.John. Pandanus yasawaensis ingår i släktet Pandanus och familjen Pandanaceae. Inga underarter finns listade.